# Ficimia ruspator
Espèce
Statut de conservation UICN

 DD  : Données insuffisantes
Ficimia ruspator est une espèce de serpents de la famille des Colubridae.

## Répartition
Cette espèce est endémique du Sud du Mexique. Elle se rencontre dans les États de Guerrero et de Morelos.

## Publication originale
- Smith & Taylor, 1941 : A review of the snakes of the genus Ficimia. Journal of the Washington Academy of Sciences, vol. 31, no 8, p. 356-368 (texte intégral).